# ECW World Heavyweight Championship
Extreme Championship Wrestling (ECW) World Heavyweight Championship było tytułem mistrzowskim profesjonalnego wrestlingu promowanym przez federację Extreme Championship Wrestling (ECW) i World Wrestling Entertainment (WWE). Był on oryginalnym tytułem światowym w Extreme Championship Wrestling, później używany w WWE jako światowy tytuł w brandzie ECW, a także jako jeden z trzech tytułów światowych wraz z WWE Championship i World Heavyweight Championship. Mistrzostwo było przez pewien czas pokazywane jako jedyny tytuł światowy w brandzie Raw w 2008. Został on ustanowiony pod banderą ECW w 1994, lecz oryginalnie wprowadzono go w 1992 w prekursorskiej federacji dla ECW, Eastern Championship Wrestling.

## Historia

### Pochodzenie
ECW World Heavyweight Championship został oryginalnie wprowadzony w 1992 jako NWA-ECW Heavyweight Championship, gdzie Jimmy Snuka stał się pierwszym mistrzem 25 kwietnia. Jednakże, pochodzenie przypisuje się do wydarzeń mających miejsce w National Wrestling Alliance (NWA), organizacji skupiającej wiele innych promocji. Na początku lat 90., Eastern Championship Wrestling (ECW) było członkiem NWA i w 1994, NWA World Heavyweight Championship, światowy tytuł w NWA, został zwakowany. W związku z tym, odbył się turniej koronujący nowego NWA World Heavyweight Championa i 27 sierpnia, NWA-ECW Heavyweight Champion Shane Douglas pokonał 2 Cold Scorpio w finale zdobywając tytuł. Jednakże, Douglas natychmiastowo zrezygnował z posiadania NWA World Heavyweight Championship i zaczął się nazywać nowym ECW World Heavyweight Championem. ECW następnie odcięło się od NWA i zmieniło nazwę na Extreme Championship Wrestling (ECW). Tytuł zmienił nazwę na ECW World Heavyweight Championship i wyraźnie oznaczało to wydzieloną część tytułu NWA. Był on aktywny do 11 kwietnia 2001, kiedy to ECW zbankrutowało i sprzedało swój majątek dla World Wrestling Federation (znane od 2002 jako WWE).

### Przywrócenie przez WWE
W 2005, WWE zaczęło przywracanie ECW, wpierw poprzez dodawanie filmów związanych z ECW do swojego serwisu WWE Video Library, a także wydawanie serii książek, w tym wypuszczenie książki The Rise and Fall of ECW. Wraz z wysokim zainteresowaniem powrotu ECW, WWE zorganizowało ECW One Night Stand 12 czerwca 2005 roku, czyli galę, na której pojawiło się wielu oryginalnych członków ECW. Przez finansowy sukces owej gali, WWE wyprodukowało kolejne ECW One Night Stand rok później, które było zaserwowane jako premiera powrotu ECW jako trzeci brand w WWE, dołączając do Raw i SmackDown. 13 czerwca, Paul Heyman, były właściciel ECW i nowa najważniejsza osoba brandu ECW, przywrócił ECW World Heavyweight Championship do brandu jako światowy tytuł i podarował do Robowi Van Dam z powodu zdobycia WWE Championship na One Night Stand 2006. Heyman oryginalnie stwierdził, że którykolwiek posiadacz WWE Championship lub World Heavyweight Championship "zostanie" posiadaczem ECW World Heavyweight Championship, jeśli konkurent wyznaczony do brandu ECW zostanie WWE Championem lub World Heavyweight Championem na gali. Jednakże, RVD później zadeklarował, że będzie posiadaczem obu tytułów zamiast tylko tytułu ECW. Nazwa tytułu została zmieniona na ECW World Championship w czerwcu 2006, a później na ECW Championship w sierpniu 2007.

### Podzielenie brandów
Po podzieleniu rosteru na brandy Raw i SmackDown!, WWE wprowadziło WWE Draft, gdzie wybrane gwiazdy zmieniały roster i mogły występować tylko na galach owego brandu. Po przywróceniu ECW jako trzeciego brandu, od 2007 roku wrestlerzy mieli również szansę przeniesienia się do ECW. Brand ECW kontynuował istnienie do 16 lutego 2010, gdzie wraz z jego zamknięciem zdezaktywowano tytuł.
| Kolory | Kolory                                        |
| ------ | --------------------------------------------- |
|        | Mistrzostwo przeniesione do brandu Raw.       |
|        | Mistrzostwo przeniesione do brandu SmackDown. |
|        | Mistrzostwo przeniesione do brandu ECW.       |

| Data             | Uwagi |
| ---------------- | --- |
| 16 czerwca 2006  | Mistrzostwo zostało przywrócone w brandzie ECW po tym, jak Rob Van Dam wygrał WWE Championship. |
| 22 stycznia 2008 | Po dwóch latach pobytu w brandzie ECW, ECW Championship zostało przeniesione do brandu SmackDown, kiedy Chavo Guerrero, członek niebieskiego brandu, pokonał ECW Championa CM Punka, zdobywając tytuł.                                         |
| 30 marca 2008    | Na WrestleManii XXIV, ECW Championship wróciło do ECW, kiedy Kane pokonał Chavo Guerrero zdobywając ECW Championship. |
| 23 czerwca 2008  | Po Drafcie w 2008, Kane został przeniesiony na Raw, przenosząc również ze sobą ECW Championship. |
| 29 czerwca 2008  | Na Night of Champions, członek brandu ECW Mark Henry pokonał Kane'a i Big Showa w Triple Threat matchu zdobywając ECW Championship i przywracając go do brandu ECW Mistrzostwo pozostało w ECW, dopóki nie został on zamknięty 16 lutego 2010. |

## Designy pasa mistrzowskiego
Krótko po przywróceniu tytułu, design ECW World Heavyweight Championship został odświeżony i był podobny do pasa używanego od początku do zamknięcia ECW w 2001, który składał się z czarnego skórzanego pasa wraz ze skórą z węża w tylnej części tytułu, zatrzasków dzięki którym wrestler nosił pas na biodrach, a także pięciu złotych blach. Na środku pasa znajdowała się duża centralna blacha, która ozdobiona była białym globem na środku i kijami baseballowymi z drutami kolczastymi po bokach. Na górze blachy znajdowało się fioletowe logo ECW i napisy "World Heavyweight Wrestling Champion", gdzie napisy "Heavyweight Wrestling" były czerwone i miały wyglądać jak krew. Dodatkowo, na całej blaszce w tle było widać stalową klatkę. Na reszcie pasa znajdowały się cztery mniejsze blachy z podobnym wyglądem jak środkowa blacha. Nowy pas został zaprezentowany 20 czerwca 2006, gdzie cały był stworzony z czarnej skóry, a zmieniono w nim logo ECW na czerwone i bardziej nakreślono stalową klatkę w tle.
22 lipca 2008, Generalny Menadżer ECW Theodore Long przedstawił nowy design dla pasa ECW. Tym razem, design przedstawiał czarny pas z pięcioma platynowymi blachami. Środkowa blacha przedstawiała design Feniksa wśród globu, gdzie skrzydła były uniesione i emitowały z nich różne promienie światła. Na górze blachy widniało logo WWE i napis "World Wrestling Entertainment", niżej większy napis "ECW", a pod nim "Champion". Na samym dole znajdował się nameplate na którym znajdowała się nazwa panującego mistrza. Dodatkowo, ramką blachy był wzorek przypominający łańcuch od piły łańcuchowej. Po lewej i prawej znajdowały się po dwie mniejsze blaszki, pierwsza para z logiem WWE, a druga z logiem ECW.

## Panowania
Łącznie w historii było 49 różnych panowań, w tym 32 mistrzów. Pierwszym mistrzem był Jimmy Snuka, który zdobył tytuł pokonując Salvatore Bellomo w kwietniu 1992. The Sandman posiadał rekord w posiadaniu mistrzostwa, gdyż zdobył go pięć razy. Shane Douglas, podczas swojego czwartego panowania, pobił rekord w długości bycia mistrzem, który wyniósł 406 dni, zaś Ezekiel Jackson, w jego pierwszym (i jedynym, przez pokonanie Christiana w ostatnim odcinku ECW) panowaniu, był najkrócej panującym mistrzem. Jackson jest ostatnim oficjalnym ECW Championem, lecz trzymał mistrzostwo 3 minuty. Drugie panowanie Christiana jest najdłuższe pod banderą WWE, wynosiło ono bowiem 205 dni.